# Gallo (rivière)
Pour les articles homonymes, voir Gallo (homonymie).
Le Gallo est une rivière espagnole d'une longueur de 90 km qui coule dans les communautés autonomes d'Aragon et de Castille-La Manche. Il est un affluent du Tage.

## Source de la traduction
- (es) Cet article est partiellement ou en totalité issu de l’article de Wikipédia en espagnol intitulé « Río Gallo » (voir la liste des auteurs).